# Многократное одновременное поражение цели

Анимация, иллюстрирующая метод

Иллюстрация различных траекторий, используемых в MRSI: для любой дульной скорости существует более крутая (> 45°, сплошная линия) и более низкая (<45°, пунктирная линия) траектория. На этих разных траекториях снаряды имеют разное время полета.

Многократное одновременное поражение цели (англ. Multiple round simultaneous impact, MRSI) — режим ведения артиллерийского огня; вариант более раннего способа стрельбы Time on target (TOT).

## Метод
Суть метода заключается в стрельбе несколькими снарядами последовательно («очередью») таким образом, что все снаряды попадают в цель одновременно или с очень небольшими промежутками по времени. Эффект достигается изменением возвышения ствола (на илл.) с одновременным изменением величины метательного заряда. При таком способе обстрела достигается наибольший эффект поражения живой силы, поскольку у противника не остается времени на то, чтобы укрыться в окопах, блиндажах и т. п. Опыт ведения боевых действий показал, что основной урон наносят именно первые снаряды (залпы).

## Условия
Для ведения огня методом MRSI требуются:
- высокая скорострельность орудия,
- метательные заряды различной мощности,
- наличие системы управления огнем, способной быстро определять данные стрельбы[1][2].

## Примеры
Примеры артиллерийских систем, подходящих для MRSI, включают британскую AS-90, южноафриканскую Denel (G6-52 способна одновременно поразить цель шестью снарядами на дистанции от 25 км), немецкую PzH 2000 (обеспечивает поражение пятью снарядами одновременно на дальности от 17 км), словацкие 155-мм SpGH ZUZANA модель 2000 и K9 Thunder, шведскую самоходную гаубицу Archer (BAE-Systems Bofors) и др.